# 大水桥水库
大水桥水库位于中国广东省湛江市徐闻县，是以灌溉为主，兼有供水、养殖等功能的大（二）型水库。
大水桥水库除险加固工程，计划投资1亿元，2003年10月25日动工，2005年10月完工。